# Aasta Hansteen
Aasta Hansteen, nota anche come  Hasta Hansteen  (Cristiania, 10 dicembre 1824 – Cristiania, 13 aprile 1908), è stata una pittrice, scrittrice e attivista norvegese.

## Biografia
Aasta Hansteen nacque a Cristiania, oggi Oslo. Suo padre era Christopher Hansteen, noto professore di astronomia, geofisica e matematica applicata all'Università di Oslo. Iniziò a studiare arte a Copenaghen (1840-1841), dove imparò a disegnare. Continuò la sua formazione per tre anni alla Kunstakademie Düsseldorf, dove perfezionò l'uso del pennello. Fu membro della scuola di pittura di Düsseldorf ed espose le sue opere all'Esposizione universale di Parigi nel 1855.
Ritornò in Norvegia e si stabilì a Cristiania dove, per diversi anni, fu richiesta come unica ritrattista della città. Il suo dipinto più famoso è probabilmente il ritratto di suo padre, che è esposto permanentemente alla Galleria nazionale di Oslo.

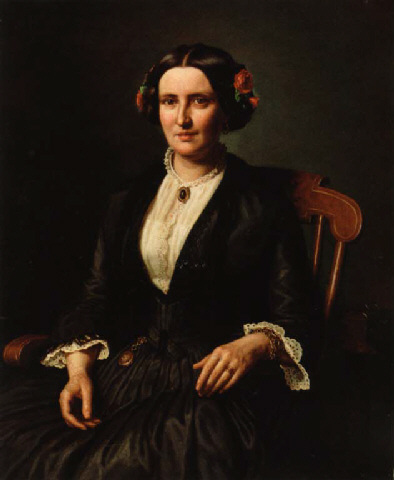
Aasta Hansteen, Donna con rosa tra i capelli (1853)

Travolta dall'interesse per i suoi ritratti, lasciò la sua arte per diversi anni e si trasferì a Telemark, dove sviluppò un interesse per i dialetti norvegesi. Quando tornò a Cristiania, studiò con il linguista Ivar Aasen. Nel 1862 pubblicò anonimamente un piccolo libro scritto in nynorsk e si distinse per essere stata la prima donna a pubblicare un'opera in tale lingua.
Nel 1880 emigrò con la sua figlia adottiva Teodora Nielsenper negli Stati Uniti, dove visse per nove anni. In seguito trascorse sei anni e mezzo nella zona di Boston e due anni e mezzo a Chicago. Aasta Hansteen incontrò importanti riformatori dell'epoca come Lucy Stone, Julia Ward Howe, Mary Livermore e Wendell Phillips. Scrisse articoli per il quotidiano Verdens Gang con sede a Cristiania e dipinse ritratti su commissione. Nel 1889 tornò in Norvegia con un rinnovato interesse per il movimento delle donne. Entrò a far parte dell'associazione norvegese per i diritti delle donne ( Norsk Kvinnesaksforening ) e contribuì attivamente alla stampa sui diritti delle donne.
Morì a Oslo nel 1908.
Hansteen fu una attiva critica della percezione giudeo-cristiana e paolina delle donne, che riteneva denigrasse il valore spirituale delle donne. Era una personalità forte e controversa, che frequentava da sola caffè e mercati, diventando una delle figure più popolari di Oslo.

## Curiosità
- Si dice che Henrik Ibsen l'abbia usata come modello per il personaggio di Lona Hessel nel suo dramma I pilastri della società.
- Si credeva fosse stata l'ispirazione per la protagonista di Zia Ulrikke di Gunnar Heiberg.
- La pianista e compositrice norvegese Agathe Backer Grøndahl le ha dedicato composizioni.
- La sua tomba al Vår Frelsers gravlund a Oslo è contrassegnata da un busto realizzato da Gustav Vigeland.[9][10]

## Opere selezionate
- Skrift og Umskrift i Landsmaalet, 1862
- Kvindens stilling i Verden, i Nordisk Maanedsskrift for folkelig og kristelig Oplysning, 1871
- Kvinden skabt i Guds Billede, 1878
- Kristi Kirke i det nittende aarhundrede, 1897
- Dikt i (Ivar Aasens) landsmaal. 1862–67, 1908